# Kim Fausing
Kim Fausing (født 31. august 1964 i Herning) er en dansk erhvervsleder, som siden 1. juli 2017 har været administrerende direktør for Danfoss.
Han er gift med Angelika Fausing  og er bosat i Sønderborg. 

## Uddannelser
Fausing afsluttede 1987 sin uddannelse som på Århus Teknikum som maskiningeniør og har afsluttet en MBA 1996 fra Henley Business School, London.

## Karriere
- 1990-2003: Forskellige internationale poster hos firmaet Hilti Corporation, Lichtenstein.
- 2003-2007: Medlem af koncernledelsen, Hilti.
- 2007-2008: Divisionsdirektør, frysere og aircondition, Danfoss.
- 2008-2017: Chief Operating Officer, Danfoss.
- 2017- Koncernchef, Danfoss.